# Ann Kristin Aarønes
Ann Kristin Aarønes, detta Anka (Ålesund, 19 gennaio 1973), è un'ex calciatrice norvegese.

## Carriera

### Club
Ha iniziato la sua carriera di calciatrice con lo Spjelkavik IL, per poi trasferirsi nel 1993 al Trondheims-Ørn, una delle squadre più blasonate della Norvegia. Con il Trondheims-Ørn, Aarønes ha vinto sei Coppe di Norvegia e cinque Toppserien tra il 1993 e il 2000.
Per la stagione 2001, passa al New York Power, all'epoca militante nella Women's United Soccer Association, con la connazionale Gro Espeseth. Giocherà negli Stati Uniti per una sola stagione a causa dei continui infortuni alla schiena e al tendine inferiore del ginocchio che la costringeranno al ritiro.

### Nazionale
Aarønes ha giocato ben 111 partite con la Nazionale tra il 1990 e il 1999, segnando 60 gol. La sua prima presenza da capitano con la Norvegia risale al settembre 1990, quando all'Old Trafford, le scandinave pareggiarono 0-0 con l'Inghilterra in una gara valevole per le qualificazioni a EURO 1991.
Aarønes è stata capocannoniera al Mondiale 1995 vinto dalla Norvegia. Sempre con la Nazionale, ha vinto la medaglia di bronzo al primo torneo olimpico di calcio alle Olimpiadi di Atlanta 1996. Ai campionati europei, invece, Aarønes ha ottenuto il secondo posto a EURO 1991 e il primo posto a EURO 1993. Al Mondiale 1999, è stata inclusa nell'undici ideale nonostante la Norvegia fosse giunta solo quarta.

## Palmarès

### Club

#### Competizioni nazionali
- Toppserien: 5

Trondheims-Ørn: 1994, 1995, 1996, 1997, 2000
- Coppa femminile di Norvegia: 6

Trondheims-Ørn: 1993, 1994, 1996, 1997, 1998, 1999

### Nazionale
- Campionato mondiale femminile di calcio : 1

Svezia 1995
- Campionato europeo femminile di calcio: 1

Italia 1993
- Bronzo olimpico: 1

Atlanta 1996

### Individuale
- Scarpa d'oro del campionato mondiale: 1

Svezia 1995 (6 gol)